# スイッチング・プリンセス
『スイッチング・プリンセス』（原題:The Princess Switch）は2018年に配信されたアメリカ合衆国のロマンティック・コメディ映画である。監督はマイク・ロール、主演はヴァネッサ・ハジェンズが務めた。
2020年11月19日、本作の続編『スイッチング・プリンセス: もう一度スイッチ!』が配信された。

## ストーリー
シカゴ。ステーシー・デノヴォは優秀なパン職人で、親友のケヴィンと共同でペストリーショップを経営していた。クリスマスの1週間前、ケヴィンはベルグラヴィア王国で開催されるベーカリーコンテストに出場しようとしたが、ステーシーは気乗りしない様子だった。というのも、ステーシーは恋人と破局した悲しみから立ち直っておらず、コンテストに専念できる状態になかった。しかし、偶然出会った老人から「クリスマスの日には願いが叶うということを忘れちゃいけないよ」と諭され、ステーシーはベルグラヴィア行きを決意するのだった。
ベルグラヴィア到着後、ステーシーはケヴィンとその娘（オリヴィア）と一緒に街を観光することにした。その最中、ステーシーはクリスマス用の靴下を売る老人から声をかけられた。驚くべきことに、その老人はシカゴで偶然出会った老人と瓜二つだった。老人は「自分が満足できる人生を生きたいなら、もっと自発的に動かないと」とアドバイスしてくれた。観光を終えて荷ほどきした後、ステーシーとケヴィンはコンテスト会場に向かった。ステーシーは会場で専門学校時代のライバル、ブリアナと再会した。ブリアナは前回のコンテストで見事優勝を果たしていたのである。闘争心を燃やすステーシーに対し、ブリアナはわざとコーヒーをぶっかけてきた。怒ったステーシーは意地でもブリアナを打ち負かすと心に誓いつつ、エプロンを替えるためにバックヤードに行った。そこで、ステーシーは自分そっくりの女性に遭遇した。彼女はベルグラヴィアのエドワード王子の婚約者、マーガレット・デラコート公女であった。マーガレットの方も驚きを隠せなかったが、すぐにとあるアイデアを思い付いた。そして、ステーシーに「スポットライトが常時当たる生活は息苦しいことこの上ない。2日間だけでいいから入れ替わってくれませんか。もし了承して下さるなら、オリヴィアさんが我が国のバレリーナ育成コースに参加できるよう手配いたします」と持ち掛けた。ステーシーは「オリヴィアのためにもなるなら」と渋々その申し出に応じることにした。
ステーシーになりきったはずのマーガレットだったが、オリヴィアにあっさりと入れ替わりを見抜かれてしまった。しかし、事情を理解したオリヴィアはマーガレットに協力してくれることになった。その頃、マーガレットになりすましていたステーシーは「王子は2日間仕事で国外にいるそうだから、そう簡単にバレるようなことはあるまい」と高をくくっていた。ところが、「婚約者と一緒に時間を過ごしたい」と思った王子が急遽帰国したため、ステーシーは大いに動揺してしまった。その様子を見ていた国王は不審に思い、執事のフランクにステーシーを監視するよう命じた。
宮廷生活に慣れたステーシーは徐々にエドワード王子に惹かれていくが、マーガレットもまたケヴィンに惹かれていた。しかし、入れ替われるのは2日間だけであるということを自覚していたため、2人は名残惜しく思いつつも、元の生活へと戻っていった。その頃、フランクはステーシーとマーガレットが入れ替わっていたと女王に報告していた。どう対処すべきか思案する女王の前に現れたのは、ステーシーに助言したあの老人であった。老人は「ステーシーは庶民の家に生まれ、庶民の中で育ちました。しかし、女王陛下もご覧になったでしょう。マーガレットになりきっていたステーシーの振る舞いを。彼女なら立派な皇太子妃になれると思いますよ」と女王に言った。それを聞いた女王はある決断を下す。

## キャスト
※括孤内は日本語吹替
- ステーシー・デ・ノヴォ/マーガレット・デラコート公女：ヴァネッサ・ハジェンズ (坂本真綾)
- エドワード・ウィンダム王子：サム・パラディオ (前田一世)
- ケヴィン・リチャーズ：ニック・サガル (竹内栄治)
- オリヴィア・リチャーズ：アレクサ・アデオサン (田村奈央)
- フランク・デ・ルカ：マーク・フライシュマン
- ミセス・ドナテリ：スアン・ブラウン (萩尾みどり)
- キャロライン・ウィンダム女王：サラ・スチュワート (高島雅羅)
- ジョージ・ウィンダム国王：パヴェル・ダグラス (世古陽丸)
- ブリアナ・マイケルズ：エイミー・グリフィス
- 親切な老人：ロビン・ソーンズ
- その他の日本語吹き替え - 野瀬育二、吉見一豊、中村綾、加藤和将、藤田曜子、島田岳洋、宮沢きよこ、渡谷美帆、中村和正、織部ゆかり

## 製作・マーケティング
2018年6月19日、ヴァネッサ・ハジェンズ主演の新作映画の撮影が終了したと報じられた。10月17日、本作の劇中写真が初めて公開された。11月8日、本作のオフィシャル・トレイラーが公開された。

## 評価
本作は批評家から好意的に評価されている。映画批評集積サイトのRotten Tomatoesには13件のレビューがあり、批評家支持率は69%、平均点は10点満点で6.1点となっている。サイト側による批評家の見解の要約は「『スイッチング・プリンセス』は魅力的な作品であり、容姿のよく似た2人が入れ替わるという設定から面白いものを作り出した。叶わぬ恋という題材を扱っているのに、明るい雰囲気の作品に仕上がっている。」となっている。